# Melek Tourhan
Melek Hassan Tourhan (arabiska: ملك حسن طوران), född 27 oktober 1869 i Istanbul, död 4 februari 1956 i Heliopolis i Kairo, var sultaninna av Egypten 1914-1917 som gift med sultan Hussein Kamil av Egypten.

## Biografi
Melek Touran var av tjerkessiskt ursprung men betecknas till skillnad från andra tjerkesser i Ottomanska riket inte som en slav. Hon var dotter till Hasan Pasha, som var kapten i den ottomanska flottan. Hon adopterades av Djechme Affet, tredjehustru till Ismail Pascha, khediv av Egypten, och växte upp nära hovet, tillbringade mycket tid med Neşedil Kadinefendi, en annan av Ismail Paschas hustrur, och blev en nära vän till prinsessan Nimet Mouhtar. Hon beskrivs som en charmfull, livlig och med ömtålig hälsa och jämfördes med en Venusstatyett i miniatyr. 
Hon blev 1887 gift med sin adoptivbror, som var khedivens favoritson, men som inte stod i tur till att ärva tronen. 1914 avsattes makens brorson Abbas II av Egypten av britterna och hennes make installerades på tronen med titeln sultan i stället för khediv, för att tydliggöra att Egypten inte längre var en ottomansk provins. Makarna antog den nyskapade titeln "Höghet" och Melek fick titeln sultaninna. 
Melek hade ett gott förhållande till maken som enligt uppgift behandlade henne med respekt och tillgivenhet. Paret fick tre döttrar tillsammans. Melek visade sig aldrig offentligt men närvarade i likhet med sina föregångare, khedivens hustrur, vid föreställningarna i khedivens opera i en särskild loge dold bakom en skärm. 
Då maken avled 1917 efterträddes han av sin bror Fuad efter att hans son ur första äktenskapet avsagt sig sina tronanspråk. Fuad tillät Melek att behålla sin titel och gav henne år 1932, då den egyptiska monarkins rangordning fastställdes, företräde framför alla andra kvinnliga medlemmar av kungahuset förutom drottningen. Som änka var Melek mer synlig vid officiella sammanhang och syntes på officiella fotografier. År 1923 närvarade hon tillsammans med kronprins Leopold och drottning Elisabet av Belgien vid ett besök av Tutankhamuns grav i Luxor. År 1938 närvarade hon vid kung Farouks bröllop. 
Hon kallades felaktigt i västerländsk press för änkesultaninna. Melek gifte aldrig om sig men reste som änka mycket i Europa med sina slavar.